# 吳普
吳普（？年—？年），廣陵（今江蘇扬州市）人，與彭城樊阿皆是名醫華佗之弟子。

## 生平
華佗通曉養性之術，年紀大時，仍有壯容。他模仿虎、鹿、熊、猿、鳥的動作，創造了五禽戲。他認為「人體欲得勞動，……血脈不通，病不得生，譬如戶樞，終不朽也」。吳普依照此法堅持鍛鍊，年至九十多歲，耳目仍然聰敏，牙齒依然完整。
吳普輯有本草書《吳普本草》，藥學著作。六卷。原書已佚，但清朝焦理堂據各方史料整理出輯本。另著有《華佗方》十卷，一作《華氏藥方》，今已佚。